# Крым (танкер)
Танкер «Крым» — проект 1511, супертанкер, паротурбоход, класс Регистра СССР Р 4/1 (нефтен). Разработан ЦКБ «Балтсудопроект», построен на судостроительном заводе «Залив», спущен на воду в 1974 году. Головное судно в серии из 6 подобных танкеров, построенных в период с 1975 по 1980 годы. Суда проекта 1511 стали самыми большими из когда либо построенных в СССР и постсоветских государствах.

## Характеристика
Длина — 295 м, ширина — 45 м, высота борта — 25,4 м, осадка — 17 м, водоизмещение — 180 тыс т, дедвейт — 150 500 т, грузоподъёмность — 143 250 т, скорость хода 15,5 узлов, мощность паротурбинной установки — 30 тыс л. с. Автономность 80 суток. Полный запас топлива — 9250 т. обеспечивает дальность плавания до 25 тыс миль (практически вокруг земного шара). Экипаж — 36 человек располагается в одноместных каютах, всего кают 45. Из общественных помещений столовая, кают-компания, курительные, библиотека, мастерская для индивидуальных занятий, спортзал, спортплощадка и открытый плавательный бассейн. В надстройке судна имеется пассажирский лифт.
В качестве движителя используется винт регулируемого шага диаметром 8,5 м в специально разработанной осенесимметричной кольцевой насадке и два водометных подруливающих устройства в корме и носу судна упором по 10 тонн. Применение ВРШ, не требующего реверса турбин, сократило выбег судна до полной остановки в 1,5 раза (до 3 км).
Корпус судна из стали 10ХСНД (танковая часть) и 09Г2 (оконечности) имеет двойное дно в районе танков, в котором расположены трубопроводы. Двойное дно обеспечивает защиту от утечки нефти при посадке на мель а также используется для принятия чистого балласта, одновременно балласт или груз может приниматься в танк-успокоитель качки. В режиме чистого балласта танкер может идти при волнении до 7 баллов. Танковая часть общей кубатурой 190 тыс. м3, разделена 2-мя продольными и несколькими поперечными переборками и имеет 5 центральных танков (включая танк-успокоитель качки) и 8 бортовых танков (по 4 на борт), в т.ч. 2 чистобалластных танка. Защиту от пожара и коррозии обеспечивает система осушенных инертных газов. Для совмещения грузовых и балластных операций предусмотерна вакуумная выгрузка (вакуум-танк №5 и кормовой вакуум-танк для балласта).
Котельная установка состоит из двух котлов, главного производительностью 90 тонн в час и вспомогательного (35 т/ч). Судовая электростанция имеет главный генератор с приводом от главной турбины мощностью 1350 кВт и резервный турбогенератор такой же мощности. Дополнительно имеются стояночный (400 кВт) и аварийный (200 кВт) дизель-генераторы.

## История

#### Предпосылки создания
Создание столь крупного танкера в СССР связано с «нефтяным бумом», охватившим мир в конце 1960-х. Стремительный рост мирового потребления нефти вызвал быстрое развитие танкерного флота, связывающего центры добычи нефти (страны Персидского залива, северо-запад Африки, Индонезия, Венесуэла) с её основными импортёрами (Западная Европа, США, Япония). Так как стоимость доставки груза падает с увеличением грузоподъёмности судна, дедвейт крупнейших нефтеналивных судов за послевоенный период к концу 1960-х увеличился более чем в 10 раз с 28 000 тонн до 331 000 тонн. Другим важным стимулом к строительству супертанкеров стал ближневосточный конфликт, после которого перестал действовать Суэцкий канал. Перевозки нефти в Европу начали осуществляться длинным путём вокруг Африки. В этих условиях танкеры дедвейтом 300 000 т и более стали наиболее выгодными.
Стремясь использовать благоприятную экономическую конъюнктуру, СССР решил перейти к созданию крупнотоннажных танкеров, которые могли работать с основными торговыми партнерами – покупателями сырой нефти: Японией (Идемицу Косан Лимитед, Тоа ойл компани), Италией (Госконцерн ЭНИ), Швецией, Данией, использоваться для доставки нефти на Кубу, а также могли наниматься иностранными фрахтователями. Созданные ранее среднетоннажные танкеры типа «Пекин» (1955 г., проект 573, П. И. Халимович, DW 30000 т.) и «София» (1963 г., проект 1552, Н. Ф. Щукин, Д. Г. Соколов, DW 50000 т.), несмотря на хорошие для своего времени характеристики, из-за недостаточной вместимости не могли обеспечить приемлемую рентабельность при доставке больших объемов нефти.

#### Разработка проекта
ОКР по перспективным крупнотоннажным танкерам велись в ЦКБ-32 («Балтсудопроект») и ЦКБ-15 (Центральное конструкторское бюро Государственного комитета Совета Министров СССР по судостроению), в частности, из экзотических проектов, разрабатывался танкер из алюминиевых сплавов (проект №586, главный конструктор Н.Ф. Щукин) и крупнотоннажный танкер с атомной энергоустановкой (проект №1544, главный конструктор В.И. Неганов). В 1962 г. в Ленинграде прошло Всесоюзное совещание по проблемным вопросам проектирования крупнотоннажных танкеров, на основе его рекомендаций был разработан проект танкера «Крым». Ставилась задача создания экономичного, надежного и безопасного в эксплуатации судна при максимально возможной простоте конструкции и технологии производства.
Непосредственно проект №1511 танкера «Крым» был разработан ЦКБ «Балтсудопроект» в 1969-1970 годах под руководством главного конструктора Н.Н. Родионова. Одновременно на Кировском заводе проектировалась автоматизированная паротурбинная установка ТС-3 повышенной экономичности с высокими параметрами пара (конструктор А.Х. Старостенко). Детали проекта широко обсуждались в журнале «Морской флот» (цикл статей в номерах за 1969 год).
Размеры и дедвейт судна рассчитывались на ЭВМ «Минск-22» с учетом прохода Черноморских проливов при действующих правилах навигации без помощи буксиров и без перекрытия встречного движения судов. Выбор типа энергетической установки обуславливался существующими в то время в советском судостроении, прогнозами на развитие мирового танкерного флота, которые оказались ошибочными.
В танкеростроении конца 1960-х шла конкуренция между двумя типами энергетических установок: малооборотными дизелями, работающими прямо на вал гребного винта и паротурбинными установками, агрегатированными с понижающим редуктором. Основная масса танкеров дедвейтом менее 150000 тонн оснащалась дизелями, на более крупные суда чаще устанавливались паротурбинные установки (ПТУ). Это объяснялось тем, что ПТУ имели неограниченную агрегатную мощность, в то время как малооборотные дизели мощнее 30 000 л.с. из-за ряда технических проблем создать не удавалось и их приходилось ставить 2 и более, что приводило к снижению технико-экономических показателей судна. Помимо этого турбины могли работать на тяжелых сортах топлива, имели более длительный межремонтный период, более удобные массогабаритные показатели в применении для больших судов и за счет редуктора, позволяли получить оптимальные обороты гребного винта (винты крупных дизельных танкеров часто работали на оборотах выше оптимальных, что являлось компромиссом в стремлении сократить массу и размер двигателя). Основным преимуществом дизелей перед ПТУ, являлась их более высокая экономичность (удельный расход топлива до 160 г/л.с*ч, против 200 г/л.с*ч. у ПТУ). В применении к СССР учитывалось также то, что опыта производства подобных дизелей в стране не было, разработка потребовала бы значительных затрат времени и капиталовложений, в то время как ПТУ большой мощности разрабатывались и производились для ВМФ, энергетики, использовались на среднетоннажных танкерах предыдущего поколения и атомных ледоколах.
За счет повышения параметров пара, введения пароперегрева после турбины высокого давления и еще ряда новшеств, планировалось поднять экономичность ПТУ танкера «Крым» и тем самым улучшить его экономические показатели. С учетом значительного увеличения тоннажа, рентабельность возрастала в 3 раза по сравнению с наиболее крупными советскими танкерами того времени типа «София», имевшими дедвейт 50 тысяч тонн. В дальнейшем установка ТС-3 не оправдала надежд, хотя ее КПД, по сравнению с существующими судовыми ПТУ ТС-1 (сухогрузы «Ленинский комсомол») и ТС-2 (танкеры «София») повысился в 1,39 раза (до 35%).
В 1974 году начались проработки нового крупнотоннажного танкера дедвейтом 300 – 350 тыс. тонн, однако изменившиеся условия на мировом рынке энергоносителей поставили крест на этом проекте.

#### Строительство

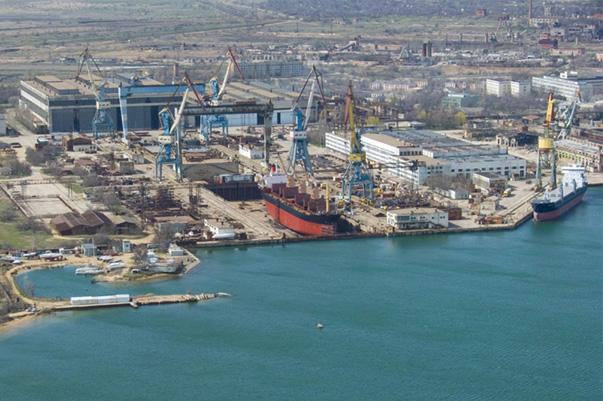
Сухой док судостроительного завода Залив, Керчь

Создание столь больших судов стало возможным благодаря строительству сухого дока с габаритами 354 на 60 м и глубиной 11 метров на Керченском судостроительном заводе «Залив», которое продолжалось с 1968 до 1973 год (одновременно, такой же док строился на заводе «Океан»).
Супертанкер был заложен на заводе «Залив» 20 октября 1971 года, когда док еще находился в стадии строительства. Первоначально судно именовалось «Мир», но затем название сменили на «Крым», (танкер «Мир», дедвейтом 40 тыс. т японской постройки, работал в советском флоте с 1960 года).
Корпус судна в доке формировался из объемных блок-модулей массой до 600 тонн, что было впервые в отечественном судостроении. Паротурбинная и котельная установки, изготовленные на Кировском и Балтийском заводах, из-за больших габаритов и массы, доставлялись из Ленинграда в Керчь специальным судном вокруг Европы. Около 150 видов оборудования танкера было разработано отечественной промышленностью впервые, на заводе вводились новые поточные линии, технологии сварки и др. На танкере «Крым» был установлен первый советский компьютеризированный комплекс автоматизированного судовождения «Бриз».
9 апреля 1974 года танкер «Крым» спущен на воду, в ноябре-декабре 1974 года проходил ходовые испытания на Черном море, 31 декабря был сдан в опытную эксплуатацию.

#### Эксплуатация
1 января 1975 года танкер был приписан к Новороссийскому морскому пароходству, в январе-апреле 1975 года совершил первый рабочий рейс Новороссийск - Лиссабон - Кувейт - Гавр, пройдя Босфор под управлением капитана С. Н. Варавко.
В период сдачи и начале эксплуатации проводились расширенные комплексные испытания, связанные с большим количеством нового оборудования и тем что турбонасосы, турбоблоки, котлы, испытывались только в процессе эксплуатации и танкер «Крым» фактически стал испытательным стендом. Исследовались ходкость и мореходные качества, прочность и вибрации корпуса, параметры энергетической установки и движительного комплекса. Мощность и экономичность танкера не достигли спецификационных требований и составили  29 тыс. л.с., 193 г/лс*ч при спецификации 30 тыс.л.с. и 183-188 г/лс*ч (на втором судне серии - «Кубань» доведены до 30 тыс. л.с. и 190 г/лс*ч), однако основным недостатком стал малый ресурс и плохая ремонтопригодность главного котла КВГ-80/80, которая резко снизила эксплуатационные показатели/ Причиной частых остановок главного котла стала плохая тепловая защита, перегрев и как следствие, деформация его стенок и каркасного устройства, приводящее к проседанию всей конструкции.. Проблему составляли и другие многочисленные новшества проекта, многие из них не оправдали себя и в конструкцию второго судна серии - танкер «Кубань», (заложен 5 мая 1974 г. сдан 30 декабря 1975 г.), пришлось вносить значительные изменения.
Глубоководный причал для загрузки крупнотоннажных танкеров был построен в Новороссийском морском порту по японо-французскому проекту.  «Крым» работал на кубинской и западноевропейской линиях.
Сильный удар по танкерному флоту нанёс нефтяной кризис 1974-1975 гг. После того как арабские страны в ходе Арабо-израильского конфликта наложили эмбарго на поставку нефти союзникам Израиля, мировые цены на нее возросли в 5 раз а добыча и объемы перевозок резко сократились, создав избыток тоннажа танкерного флота в мире. Последовавшее 5 июня 1975 года открытие Суэцкого канала еще более усугубило ситуацию, высвободив значительное количество танкеров, работающих на линии вокруг Африканского континента. Требования к экономичности танкеров возросли и паротурбинные установки, с их высоким удельным расходом, стали проигрывать судовым малооборотным дизелям. К этому времени ведущим фирмам производителям судовых дизелей удалось решить ряд сложных технических проблем по увеличению цилиндровой мощности, переводу на недорогие тяжелые сорта топлива, увеличению ресурса.  По всему миру на прикол встало около 50 млн. т. тоннажа танкерного флота, работали только наиболее экономичные типы судов. В этих условиях была поставлена под вопрос перспективность дальнейшего производства танкеров типа «Крым», однако выпуск продолжался до 1980 г., так как последующие суда обходились дешевле в производстве, кроме того сохранялась надежда на будущее благоприятное изменение мировой конъюнктуры.
Производство танкеров проекта 1511 прекратилось на 6-м судне при первоначально планируемом количестве выпуска 12 штук. Это связано с принятыми в 1978 году и ратифицированными СССР дополнительными протоколами к Международной конвенции по предотвращению загрязнения с судов (МАРПОЛ-73), согласно которым все вновь строящиеся танкеры должны были иметь двойные борта и полностью изолированную от грузовых танков систему чистого балласта, что в танкерах типа «Крым» не выполнялось. Производство было прекращено к моменту вступления в силу протоколов (2 октября 1983 г.).
В 1989 году танкер «Крым» был продан во Вьетнам, сменил название на Chi Linh, и используется там как стационарное нефтехранилище. Остальные суда проекта 1511 были списаны и разрезаны на металлолом в 1990-х.

#### Последующие суда проекта 1511
- 1975-... «Крым»
- 1976-1998 «Кубань»
- 1977-1995 «Кавказ»
- 1978-1998 «Кузбасс»
- 1979-1996 «Кривбасс»
- 1980-1996 «Советская нефть»[19]

Все капитаны советских танкеров типа «Крым» проходили курс обучения в тренировочном центре порта Ревел (Франция), где был оборудован стенд, масштабно имитирующий проход крупными судами наиболее сложных морских трасс.

#### Что пришло на смену танкерам типа «Крым»
Крупнотоннажные балктанкеры (нефтерудовозы) типа «Маршал Буденный» (проект B-524) дедвейт 105 000 тонн. Строились по советскому заказу в ПНР на верфи «им. Парижской коммуны» в г. Гдыня. Первый балктанкер построен в период 1972—1974 гг., всего до 1977 г. построено 4 судна. В отличие от танкера мог перевозить в трюмах-танках навалочные грузы, (руду, зерно и т. п.), это позволило использовать встречные грузопотоки и исключить обратные балластные переходы в порт погрузки, повысив рентабельность судна. Дополнительным преимуществами были более экономичная дизельная энергоустановка, а также двойные борта и днище грузового пространства. Практика использования танкеров для перевозки навалочных грузов существовала в СССР и ранее, например танкеры кубинской линии, для исключения балластных переходов, загружались в обратный рейс зерном в портах США или Канады.
Балктанкеры (нефтерудовозы) типа «Маршал Гречко» (проект B-527), дедвейт 116 200 тонн. Также строились на верфи «им. Парижской коммуны» как дальнейшее развитие проекта B-524. В период 1978—1979 годы построено 3 судна.
Балкеры-нефтерудовозы типа «Борис Бутома» (проект 1593), дедвейт 109 650 тонн. Строились на судостроительном заводе «Океан» в г. Николаев в период 1978—1982 гг., построено 4 судна.
Танкеры типа «Победа» (проект 12990), дедвейт 68 000 тонн. Среднетоннажные танкеры, сменившие танкеры типа «Крым» на стапелях завода «Залив». Выпускались с 1981 по 1992 год (8 шт.), отличались соответствием самым высоким экологическим требованиям своего времени и экономичной дизельной энергетической установкой на базе двигателя 7ДКРН 80/160-4, Брянского машиностроительного завода, созданного по лицензии датской фирмы «Бурмейстер и Вайн».
В настоящее время[когда?]

 российский флот пополняется танкерами производства южнокорейских верфей Daewoo Shipbuilding & Marine Engineering, Hyundai Heavy Industries, Bohai Shipbuilding Heavy Industry и другие в том числе завода «Звезда» город Большой Камень Приморский край.